# سد هاتشيسو
سد هاتشيسو هو سد في جنوب غرب ماتسوزاكا، محافظة ميه، اليابان، تم الانتهاء منه في عام 1991.